# Capacitação
Capacitação (ou Desenvolvimento de capacidades) é um processo de desenvolvimento ou melhorias de competências, habilidades e/ou capacidades de um indivíduo ou organização "para produzir, executar ou implantar" algo. Os termos "reforço de capacidades" e "desenvolvimento de capacidades" têm sido frequentemente utilizados de forma intercambiável, embora uma publicação do Comitê de Ajuda ao Desenvolvimento (CAD) tenha afirmado, em 2006, que desenvolvimento de capacidades era o termo preferível. Na Lusofonia, o termo "capacitação" foi utilizado na tradução da recomendação do OCDE, mas não raro o termo têm uso específico, relacionado à formação profissional.

## Definições

### Desenvolvimento de capacidade
Um "documento de boas práticas" da CAD definiu o desenvolvimento de capacidades da seguinte forma: "O desenvolvimento de capacidades é entendido como o processo pelo qual as pessoas, as organizações e a sociedade como um todo libertam, fortalecem, criam, adaptam e mantêm capacidades ao longo do tempo." Capacidade é entendida como “a habilidade das pessoas, das organizações e da sociedade como um todo para gerir com sucesso os seus assuntos”.
O CAD-OCDE declarou em 2006 que o termo “desenvolvimento de capacidades” (em inglês, capacity development) deveria ser utilizado em vez do termo “reforço de capacidades” (capacity building). Isto porque a segunda opção implicaria partir de uma superfície plana e construir passo a passo uma nova estrutura – e não é assim que funciona.
O Kit de Ferramentas da Comissão Europeia define o desenvolvimento de capacidades da mesma forma e sublinha que a capacidade está relacionada com “habilidades”, “atributos” e um “processo”. É um atributo de pessoas, organizações individuais e grupos de organizações. A capacidade é moldada, adaptando-se e reagindo a fatores e atores externos, mas não é algo externo – é interna a pessoas, organizações e grupos ou sistemas de organizações. Assim, o desenvolvimento de capacidades é um processo de mudança interno às organizações e às pessoas.
O Escritório das Nações Unidas para a Redução do Risco de Desastres (UNDRR), antiga Estratégia Internacional das Nações Unidas para a Redução de Desastres (UNISDR), define o desenvolvimento de capacidades no domínio da redução do risco de desastres como "o processo pelo qual as pessoas, organizações e a sociedade estimulam e desenvolvem sistematicamente as suas capacidades ao longo do tempo para alcançar objetivos sociais e económicos, inclusive através da melhoria de conhecimentos, competências, sistemas e instituições – dentro de um ambiente social e cultural mais amplo."
Fora das intervenções internacionais, a capacitação pode referir-se ao fortalecimento das competências de pessoas e comunidades, bem como pequenas empresas e movimentos populares locais. A capacitação organizacional é utilizada por ONGs e governos para orientar o seu desenvolvimento interno e atividades como uma forma de melhorias gerenciais seguindo práticas administrativas.

### Capacitação comunitária
O Comitê de Peritos em Administração Pública das Nações Unidas, em 2006, propôs um termo adicional, "capacitação comunitária". O termo é definido como um processo contínuo de desenvolvimento a longo prazo que envolve todas as partes interessadas, em oposição a práticas que limitam sua supervisão e envolvimento em intervenções governamentais. A lista daquilo que se define como “comunidade” inclui autoridades locais, organizações não-governamentais, profissionais, membros de uma comunidade, acadêmicos e muito mais. De acordo com o Comitê, a capacitação ocorre em nível individual, institucional e social, mas também em nível "não-profissional".
O termo "capacitação comunitária" começou a ser utilizado em 1995 e desde então tornou-se popular, por exemplo, na literatura política no Reino Unido, particularmente no contexto da política urbana, regeneração e desenvolvimento social. É, no entanto, difícil distingui-la da prática de “desenvolvimento comunitário”, que é “construído sobre um modelo deficitário de comunidades que não conseguem envolver-se adequadamente com as suas próprias competências, conhecimentos e interesses”. Portanto, não aborda adequadamente as razões estruturais da pobreza e da desigualdade.